# Can Moix
Can Moix és una casa de Sant Esteve de Palautordera (Vallès Oriental) inclosa a l'Inventari del Patrimoni Arquitectònic de Catalunya.

## Descripció
Edifici de planta rectangular amb una façana arrenglerada al carrer, al costat de l'església. Consta de planta baixa i dos pisos. La coberta és a dues vessants i està limitada per un gran ràfec. La façana és de composició bastant simètrica, encara que està desequilibrada en un costat del segon pis degut als buits d'una galeria d'arcs rebaixats.

## Història
Aquesta casa abans es deia Can bou o Mas Bou, ara es diu Can Moix.
Es desconeix la seva antiguitat, la data de 1515 és la més antiga que es coneix.
La forma externa que té la casa no és la mateixa que tenia abans, ja que ha canviat durant el segle xix. A dins conserva un pou de glaç en forma de tina, fet d'obra.